# Woezel

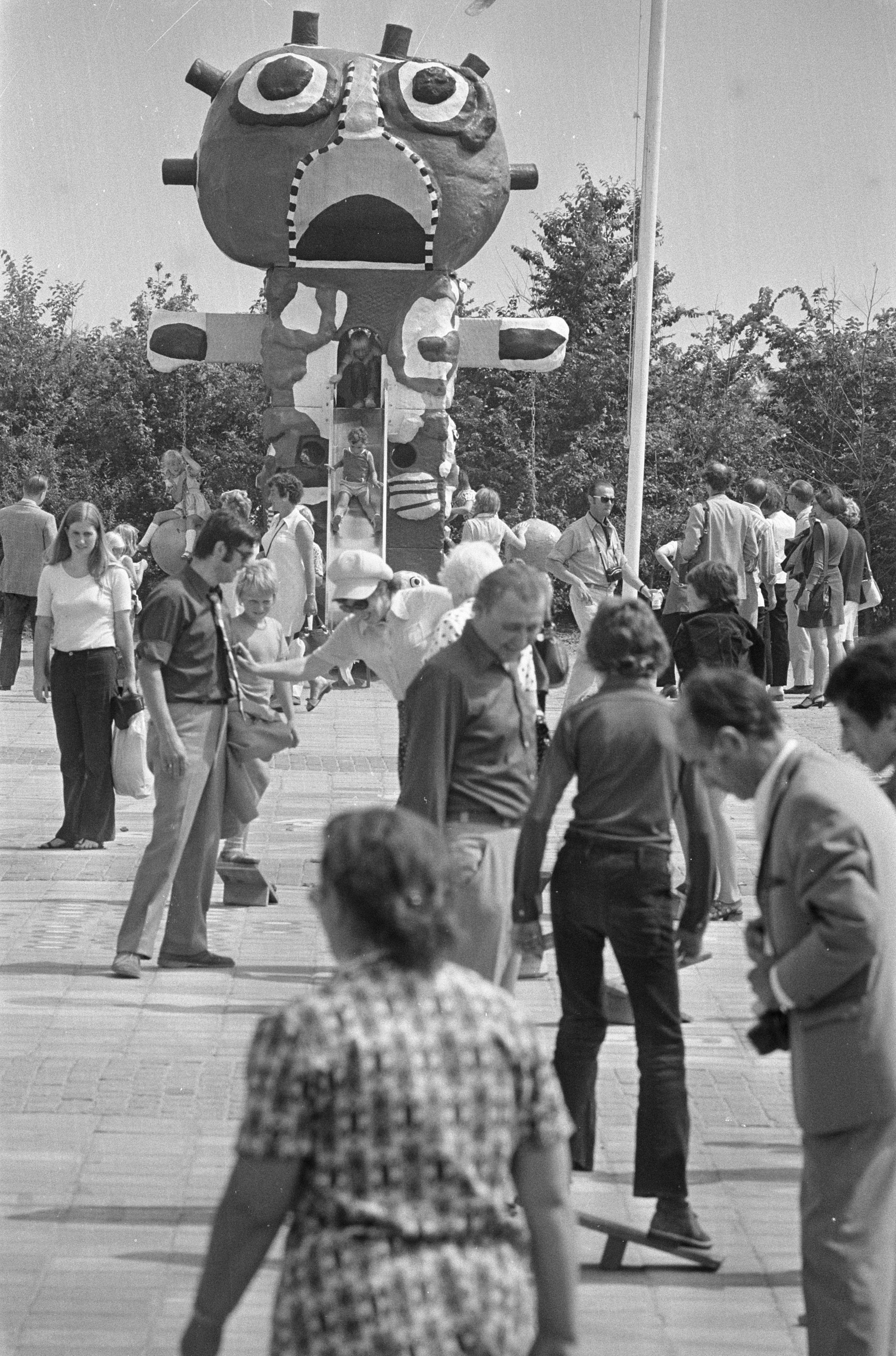
Woezelflat op Floriade 1972

Woezel is een kunstwerk in Amsterdam-West.

De creatie van Marijke van Lis staande in het Zaanhof vormt samen met een woezelfamilie in Amsterdam-Noord een (gespleten) eenheid. Naar aanleiding van een grotere woezel (Woezelflat) in 1972 op de Floriade 1972 lichtte kunstenares het toe. Die woezel was gebaseerd uit een zin waarbij Winnie door een bos liep en constateerde dat er "Hier lopen wilde woezels rond". De Tijd van 9 september 1972 over Woezels: 
De woezels van nu zijn speelse wonderbeesten van polyester waar kinderen op kunnen klimmen, zitten, schommelen en glijden en die op een ontwapende manier een grauwe vervelingswijk nieuw leven geven.
Het felkleurige beeld in vorm van twee vogels werd geplaatst tijdens de grote saneringsbeurt die de Spaarndammerbuurt eindjaren negentig onderging. Woningen werden gerenoveerd of gesloopt en herbouwd. Het wordt gezien als toegepaste kunst. Het is een kunstobject, klimobject en fonteintje (waterinstallatie) in een. Een echte fontein vond de gemeente te duur. Het geheel is gefabriceerd van met glasvezel versterkte polyester. Net als de buurt moest het beeld regelmatig onderhouden worden; zo is het twintig jaar na plaatsing gerenoveerd; tegelijkertijd werd de ondergrond kindveilig gemaakt, eerst met(rubber stoeptegels, later met een plateau).
Marijke van Lis had sociale psychologie gestudeerd, trouwde met Rob Ouëndag, met wie ze drie kinderen kreeg. Het gezin vestigde zich in een van de wijken die niet op kinderen berekend was, zeker niet op contacten tussen kinderen onderling. Zij stichtte daarop een "peuterzaal nieuwe stijl" met speelgelegenheden. Een eerste versie van een woezel bleek niet stevig genoeg, waarop Van Lis zich liet bijscholen in/door een kunststofverwerkende fabriek.